# Grottes de la montagne Tianlong
Les grottes de la montagne Tianlong, ou grottes de Tianlongshan (chinois simplifié : 天龙山石窟 ; pinyin : Tiānlóngshān Shíkū ; litt. « Montagne du dragon céleste ») sont des grottes situées à Taiyuan, dans la province du Shanxi, en Chine. Les grottes ont été creusées au flanc d'une falaise au milieu du VIe siècle durant la Dynastie Wei de l'Est de la dynastie Qi du nord jusqu'à la dynastie Tang. Il y a huit grottes sur la montagne orientale et 13 sur la montagne occidentale garantes de l'art bouddhique d'une grande importance historique. Les grottes ont été désignées par le gouvernement comme un site historique et culturel majeur protégé au niveau national.

## Ouvrages d'art
Malgré les pillages des œuvres, bon nombre de sculptures bouddhistes ont été épargnées, soit plus de 1500 statues et 1144 reliefs,. Beaucoup de sculptures sont en pierre peinte.

### Similitudes avec les statues d'Asie centrale
L'art bouddhique en Asie centrale, particulièrement en Afghanistan, du VIIe siècle au VIIIe siècle, met à l'évidence une époque s'inspirant des modèles de l'école indienne sinisée,. Au cours de cette période, l'empire chinois des Tang étendit son influence et la promotion du bouddhisme au royaume d' Asie centrale, avec un afflux correspondant de moines chinois, tandis qu'à l'inverse il y eut une migration de moines indiens de l'Inde vers l'Asie centrale, à la recherche de cette protection. Ces mutations ont donné naissance aux styles hybrides du Monastère de Fondukistan un site archéologique afghan localisé dans la province de Parwanet, et celui de Tapa Sardar un site archéologique situé dans la province de Ghazni en Afghanistan. Ce style fait partie d'un langage artistique cosmopolite qui s'étend alors de la Chine à l'Asie centrale, avec des similitudes visibles par exemple dans les productions Tang de Tianlongshan.

## Pillage des sculptures
Dans les années 1920, un certain nombre de sculptures ont été volées et revendues à des collectionneurs à l'étranger. C'est particulièrement la publication d'un ouvrage rédigé par Yamanaka Sadajirō, un marchand d'art japonais, qui a conduit à une forte augmentation de l'intérêt des collectionneurs pour les œuvres d'art contenues dans ces grottes. Pour cette raison, de nombreuses sculptures originaires de Tianlongshan sont actuellement hébergées dans des musées étrangers,.

## Numérisation des sculptures
Les grottes de Tianlongshan restent aujourd'hui dans un état délabré, tant les sculptures font défaut parce qu'elles ont été disséminées dans des musées du monde entier. Des chercheurs de l'Université de Chicago ont lancé le projet des grottes de Tianlongshan en 2013 pour poursuivre la recherche et l'imagerie numérique des grottes et de leurs sculptures. Le projet cherche à enregistrer et à archiver les sculptures et à compiler des données permettant d'identifier les fragments et leurs lieux d'origine.

## Galerie

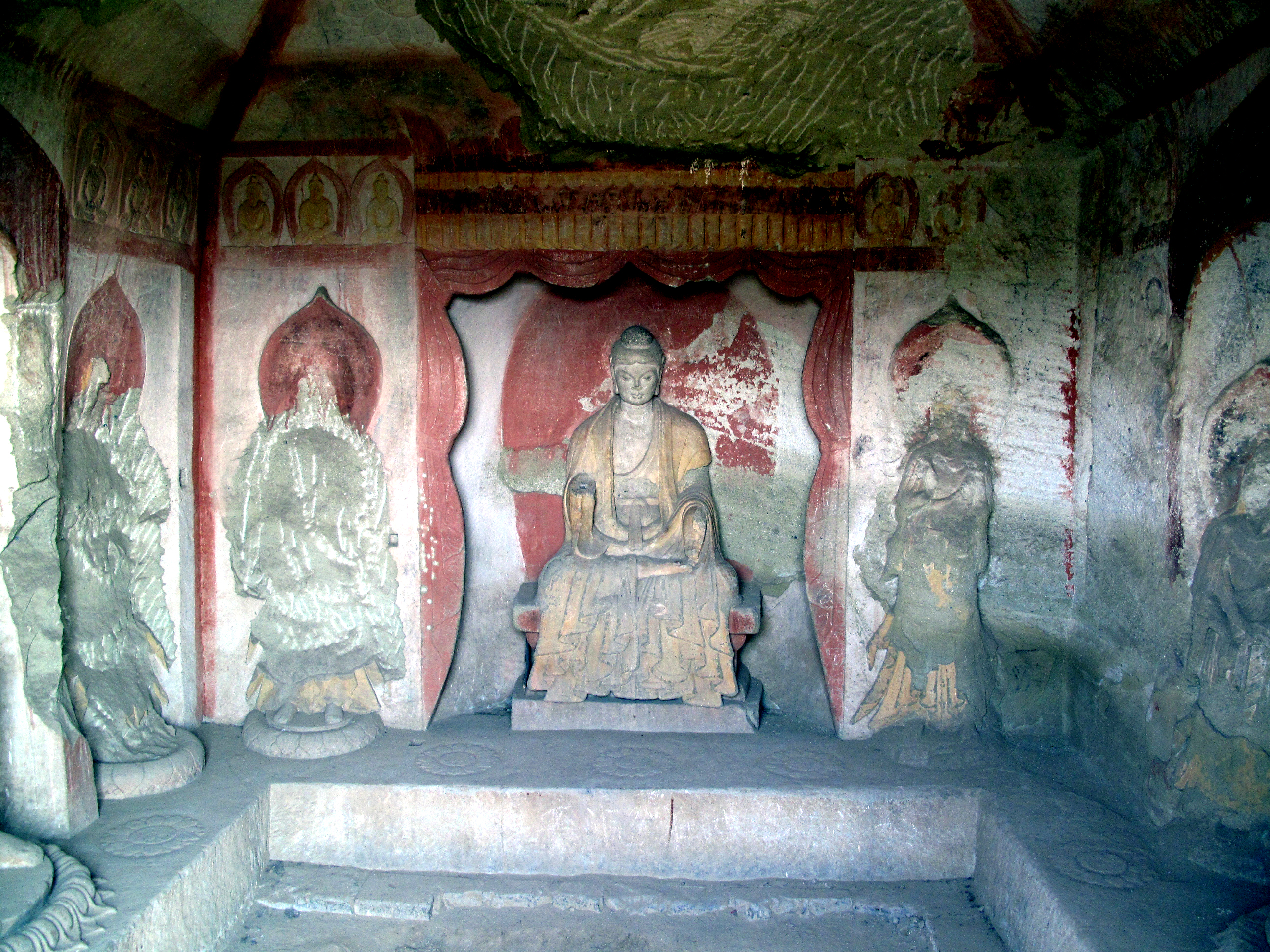
Bouddha assis de la 2e grotte
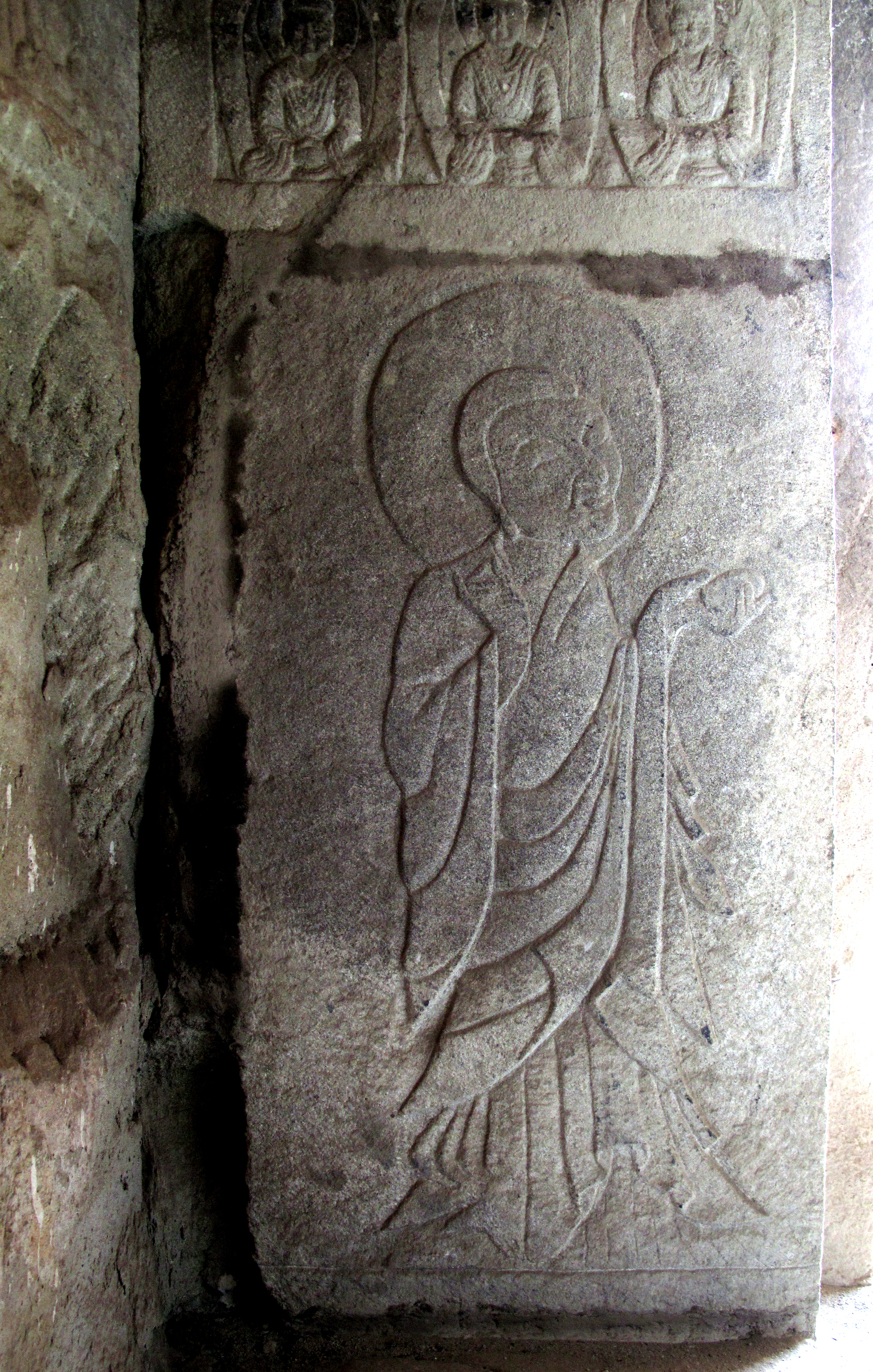
Relief d'un moine dans la 2e grotte
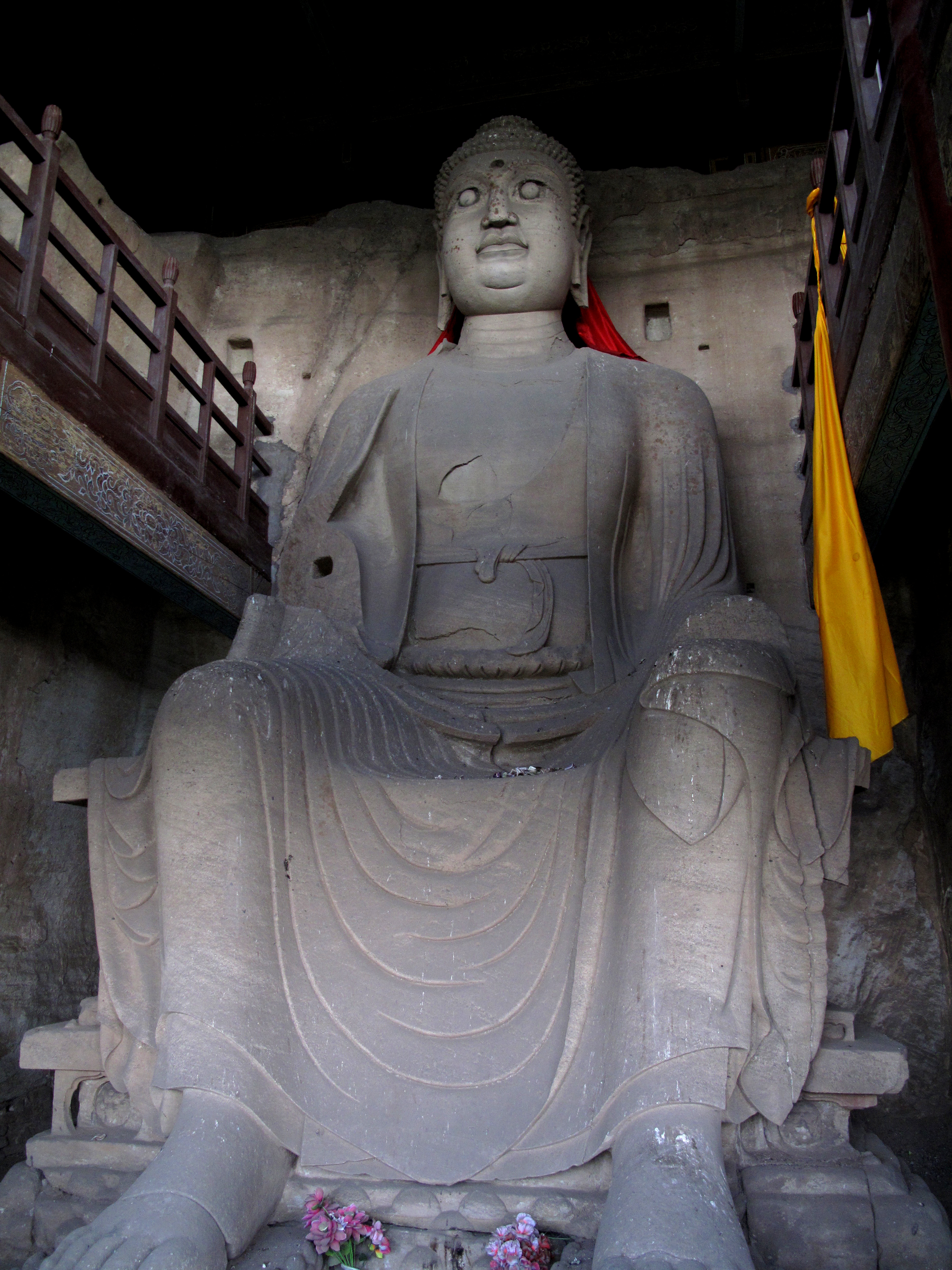
Maitreya de la 9e grotte
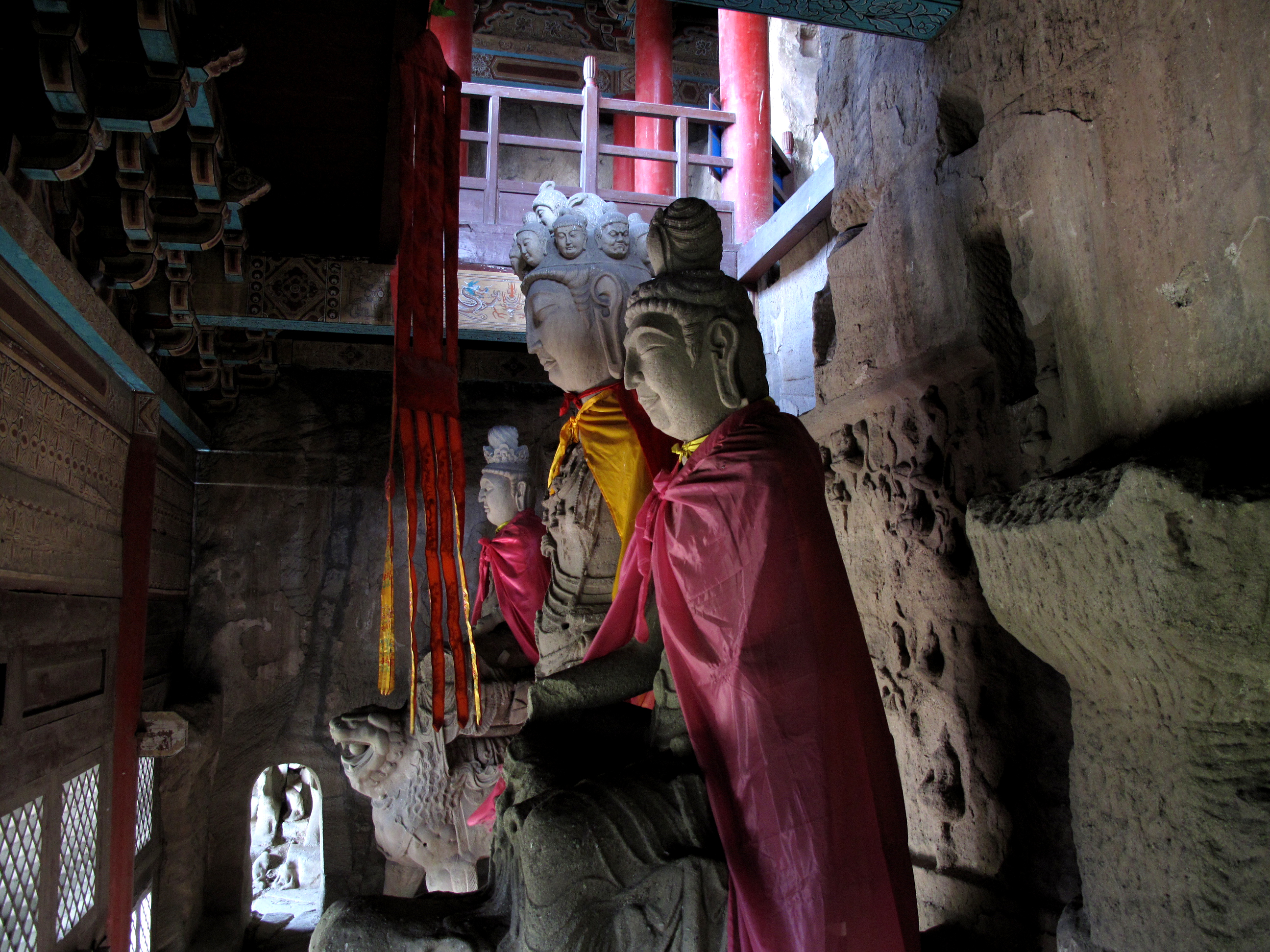
Triade Avalokiteshvara dans la 9e grotte

## Pour approfondir